# Konsumentprisindex
Konsumentprisindex (KPI) syftar till att mäta prisutvecklingen för hela den privata konsumtionen, måttet beräknas månadsvis av Statistiska centralbyrån och är en del av Sveriges officiella statistik. Publicering av den gångna månadens KPI-tal sker normalt efter cirka 8-12 dagar på Statistiska centralbyråns webbplats, undantaget är januariindex som brukar publiceras med något längre fördröjning.

## Huvudsakliga användningsområden för konsumentprisindex
I Sverige har KPI sedan lång tid tre huvudsakliga användningsområden.
Kompensationsändamål, vilket kan innebära att KPI utgör underlag för justering av:
- Pensioner, socialbidrag och andra inkomstöverföringar till hushållen från den offentliga sektorn
- Skatteskalor
- Överföringar inom den privata sektorn
- Priser i olika typer av avtal
- Priser på realränteobligationer

Meningen med detta är alltså inte att konstanthålla köpkraften för hushållens totala inkomster utan att realvärdesäkra bestämda belopp som överförs antingen från det offentliga till exempel pensioner eller mellan hushåll till exempel underhållsbidrag. 
Beräkning och analys av hushållens realinkomstutveckling, vilket har att göra med omräkning av nominella värden till volym- eller realvärden, till exempel:
- Beräkning och analys av hushållens köpkraft och realinkomstutveckling
- Underlag för löneförhandlingar, reallöneutvecklingen (dvs. reallön/inflationen, för en viss period)
- Deflatering (volymberäkning) av till exempel privat konsumtion inom nationalräkenskaperna och detaljhandelsomsättningen

Användning i stabiliseringspolitiska sammanhang, där det viktiga är KPI:s användning:
- Som målvariabel för Riksbankens penningpolitik
- För jämförelser med konsumentprisutvecklingen i andra länder
- Som ett generellt mått på kronans inhemska köpkraft

I Sverige har ambitionen varit att konstruera ett KPI som är användbart för samtliga dessa användningsområden. Sveriges KPI tar sin utgångspunkt i ekonomisk mikroteori och syftar till att vara ett konstantnyttoindex eller ett så kallat levnadskostnadsindex (COLI – Cost of Living Index).  
KPI beräknas som ett kedjeindex, med dels årliga länkar och dels en länk som visar prisutvecklingen från två år tillbaka i tiden fram till aktuell månad. Indextal med 1980=100 (år 1980 utgör indexets basår dvs. då serien=100), som är den officiella serien, beräknas utifrån att de olika länkarna multipliceras (kedjas) ihop.

## Tabell över konsumentprisindex i Sverige
Tabellen är ett slags levnadskostnadsindex med årsmedeltal, och har talet 100 i juli år 1914, rensat från skatter och förmåner (subventioner).
Jämförelser över lång tid är behäftade med stor osäkerhet, särskilt med tanke på att levnadssättet har genomgått stora förändringar. KPI är avsett att värdera vad man får för pengarna, men många nuvarande varor fanns inte förr eller var helt annorlunda, och det är svårt att jämföra vad man får för sina pengar över längre tid.
Den officiella KPI-tabellen som används för vissa avtal och bidrag börjar år 1980 med talet 100.
| År   | KPI  | Ungefärlig årlig inflation (%) |
| ---- | ---- | ------------------------------ |
| 1830 | 62,8 |                                |
| 1831 | 65,4 | 4                              |
| 1832 | 65,2 | 0                              |
| 1833 | 64,0 | −2                             |
| 1834 | 64,9 | 1                              |
| 1835 | 65,9 | 2                              |
| 1836 | 65,3 | −1                             |
| 1837 | 67,1 | 3                              |
| 1838 | 70,7 | 5                              |
| 1839 | 69,6 | −2                             |
| 1840 | 68,2 | −2                             |
| 1841 | 69,2 | 1                              |
| 1842 | 70,1 | 1                              |
| 1843 | 66,8 | −5                             |
| 1844 | 62,3 | −7                             |
| 1845 | 65,0 | 4                              |
| 1846 | 68,0 | 5                              |
| 1847 | 69,4 | 2                              |
| 1848 | 67,5 | −3                             |
| 1849 | 66,7 | −1                             |
| 1850 | 66,5 | 0                              |
| 1851 | 67,8 | 2                              |
| 1852 | 70,0 | 3                              |
| 1853 | 72,2 | 3                              |
| 1854 | 77,2 | 7                              |
| 1855 | 82,8 | 7                              |
| 1856 | 91,3 | 10                             |
| 1857 | 91,5 | 0                              |
| 1858 | 81,9 | −10                            |
| 1859 | 77,1 | −6                             |
| 1860 | 80,6 | 5                              |
| 1861 | 83,9 | 4                              |
| 1862 | 86,2 | 3                              |
| 1863 | 81,9 | −5                             |
| 1864 | 78,4 | −4                             |
| 1865 | 78,3 | 0                              |
| 1866 | 80,8 | 3                              |
| 1867 | 85,9 | 6                              |
| 1868 | 88,8 | 3                              |
| 1869 | 83,7 | −6                             |
| 1870 | 80,2 | −4                             |
| 1871 | 82,3 | 3                              |
| 1872 | 85,6 | 4                              |
| 1873 | 92,4 | 8                              |
| 1874 | 95,7 | 4                              |
| 1875 | 95,1 | −1                             |
| 1876 | 95,4 | 0                              |
| 1877 | 94,9 | −1                             |
| 1878 | 88,7 | −7                             |
| 1879 | 83,2 | −6                             |
| 1880 | 87,5 | 5                              |
| 1881 | 89,7 | 3                              |
| 1882 | 87,3 | −3                             |
| 1883 | 86,8 | −1                             |
| 1884 | 83,6 | −4                             |
| 1885 | 79,7 | −5                             |
| 1886 | 75,8 | −5                             |
| 1887 | 73,1 | −4                             |
| 1888 | 75,7 | 4                              |
| 1889 | 79,1 | 4                              |
| 1890 | 80,8 | 2                              |
| 1891 | 83,3 | 3                              |
| 1892 | 81,8 | −2                             |
| 1893 | 78,5 | −4                             |
| 1894 | 74,5 | −5                             |
| 1895 | 75,9 | 2                              |
| 1896 | 75,3 | −1                             |
| 1897 | 77,7 | 3                              |
| 1898 | 81,4 | 5                              |
| 1899 | 85,0 | 4                              |

| År   | KPI   | Ungefärlig årlig inflation (%) |
| ---- | ----- | ------------------------------ |
| 1900 | 86,0  | 1                              |
| 1901 | 83,9  | −2                             |
| 1902 | 84,6  | 1                              |
| 1903 | 86,0  | 2                              |
| 1904 | 85,0  | −1                             |
| 1905 | 86,8  | 2                              |
| 1906 | 88,6  | 2                              |
| 1907 | 93,2  | 5                              |
| 1908 | 94,6  | 2                              |
| 1909 | 93,7  | −1                             |
| 1910 | 93,7  | 0                              |
| 1911 | 96,5  | 3                              |
| 1912 | 98,5  | 2                              |
| 1913 | 98,8  | 0                              |
| 1914 | 100,1 | 1                              |
| 1915 | 115   | 15                             |
| 1916 | 130   | 13                             |
| 1917 | 164   | 26                             |
| 1918 | 241   | 47                             |
| 1919 | 266   | 10                             |
| 1920 | 271   | 2                              |
| 1921 | 221   | −18                            |
| 1922 | 184   | −17                            |
| 1923 | 174   | −5                             |
| 1924 | 174   | 0                              |
| 1925 | 177   | 2                              |
| 1926 | 171   | −3                             |
| 1927 | 169   | −1                             |
| 1928 | 171   | 1                              |
| 1929 | 168   | −2                             |
| 1930 | 162   | −4                             |
| 1931 | 157   | −3                             |
| 1932 | 155   | −1                             |
| 1933 | 151   | −3                             |
| 1934 | 152   | 1                              |
| 1935 | 155   | 2                              |
| 1936 | 157   | 1                              |
| 1937 | 162   | 3                              |
| 1938 | 165   | 2                              |
| 1939 | 170   | 3                              |
| 1940 | 193   | 14                             |
| 1941 | 219   | 13                             |
| 1942 | 234   | 7                              |
| 1943 | 235   | 0                              |
| 1944 | 234   | 0                              |
| 1945 | 233   | 0                              |
| 1946 | 234   | 0                              |
| 1947 | 241   | 3                              |
| 1948 | 255   | 6                              |
| 1949 | 256   | 0                              |
| 1950 | 260   | 2                              |
| 1951 | 304   | 17                             |
| 1952 | 326   | 7                              |
| 1953 | 328   | 1                              |
| 1954 | 330   | 1                              |
| 1955 | 339   | 3                              |
| 1956 | 356   | 5                              |
| 1957 | 372   | 4                              |
| 1958 | 388   | 4                              |
| 1959 | 391   | 1                              |
| 1960 | 407   | 4                              |
| 1961 | 416   | 2                              |
| 1962 | 436   | 5                              |
| 1963 | 449   | 3                              |
| 1964 | 463   | 3                              |
| 1965 | 487   | 5                              |
| 1966 | 519   | 7                              |
| 1967 | 540   | 4                              |
| 1968 | 551   | 2                              |
| 1969 | 566   | 3                              |

| År   | KPI   | Ungefärlig årlig inflation (%) |
| ---- | ----- | ------------------------------ |
| 1970 | 605   | 7                              |
| 1971 | 650   | 7                              |
| 1972 | 689   | 6                              |
| 1973 | 735   | 7                              |
| 1974 | 808   | 10                             |
| 1975 | 887   | 10                             |
| 1976 | 979   | 10                             |
| 1977 | 1 090 | 11                             |
| 1978 | 1 200 | 10                             |
| 1979 | 1 286 | 7                              |
| 1980 | 1 461 | 14                             |
| 1981 | 1 638 | 12                             |
| 1982 | 1 778 | 9                              |
| 1983 | 1 937 | 9                              |
| 1984 | 2 092 | 8                              |
| 1985 | 2 246 | 7                              |
| 1986 | 2 341 | 4                              |
| 1987 | 2 440 | 4                              |
| 1988 | 2 582 | 6                              |
| 1989 | 2 748 | 6                              |
| 1990 | 3 036 | 10                             |
| 1991 | 3 319 | 9                              |
| 1992 | 3 395 | 2                              |
| 1993 | 3 553 | 5                              |
| 1994 | 3 631 | 2                              |
| 1995 | 3 723 | 3                              |
| 1996 | 3 740 | 0                              |
| 1997 | 3 760 | 1                              |
| 1998 | 3 754 | 0                              |
| 1999 | 3 772 | 0                              |
| 2000 | 3 809 | 1                              |
| 2001 | 3 902 | 2                              |
| 2002 | 3 986 | 2                              |
| 2003 | 4 063 | 2                              |
| 2004 | 4 078 | 0                              |
| 2005 | 4 097 | 0                              |
| 2006 | 4 153 | 1                              |
| 2007 | 4 243 | 2                              |
| 2008 | 4 390 | 3                              |
| 2009 | 4 378 | 0                              |
| 2010 | 4 434 | 1                              |
| 2011 | 4 550 | 3                              |
| 2012 | 4 590 | 1                              |
| 2013 | 4 588 | 0                              |
| 2014 | 4 580 | 0                              |
| 2015 | 4 578 | 0                              |
| 2016 | 4 623 | 1                              |
| 2017 | 4 706 | 2                              |
| 2018 | 4 798 | 2                              |
| 2019 | 4 885 | 2                              |
| 2020 | 4 908 | 0                              |
| 2021 | 5 015 | 2                              |
| 2022 | 5 434 | 8                              |
| 2023 | 5 898 | 8                              |
| 2024 | 6 065 | 3                              |

## Beräkningsexempel
Om man till exempel vill reglera ett avtal procentuellt från en tidpunkt till en annan beräknar man den procentuella förändringen i indextalet. Det avtalade beloppet skall då ökas med samma procenttal. Exempel: I ett avtal om årlig avgift, som i januari 1981 uppgick till 400 kronor, sägs att "beloppet knyts till det för januari månad beräknade konsumentprisindextalet (totalindex) med 1980 som basår. Beloppet ska ökas respektive minskas med den procentuella förändringen av det officiella konsumentprisindextalet sedan januari 1981". Ev. decimaler bör specificeras i avtalet.
Från tabellerna på SCB:s webbplats:
KPI för januari 1981 = 107,2
KPI för januari 1998 = 256,9
Förändringen blir: ((256,9-107,2)/(107,2))*100=140 procent Det innebär att avgiften för januari 1981 skall höjas med 140 procent, dvs. med 560 kronor (140 procent av 400 kronor) till 960 kr för januari 1998.
Ett annat exempel:
År 1992 kostade en viss vara 199 kronor i Sverige. Vad borde den ha kostat 2005 om priset följt index?
KPI i Sverige för 1992 var 232,4 och för 2005 var det 280,4 enligt SCB.
Resonemang: Multiplicera då varans ursprungliga pris med kvoten av det nyare och äldre indextalet:
{\displaystyle 199\cdot {\frac {280,\!4}{232,\!4}}=240,\!10}
Svar: Varan borde ha kostat 240,10 kronor.

## Värdeutveckling jämfört med KPI

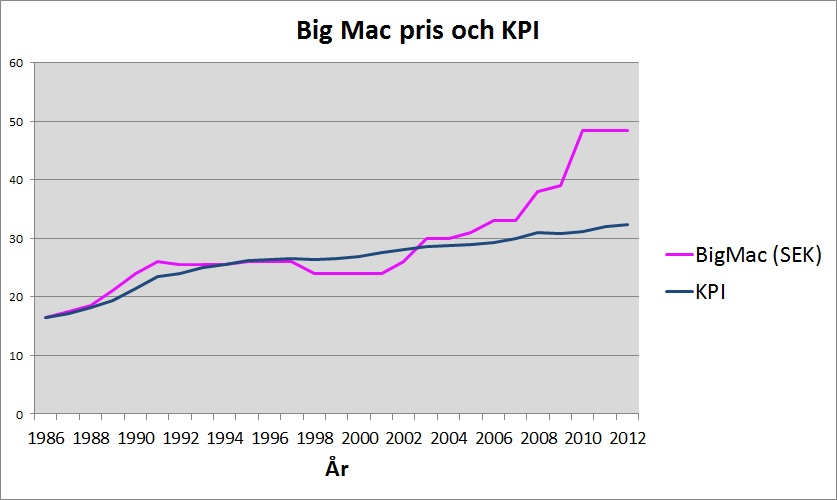
BigMac Index

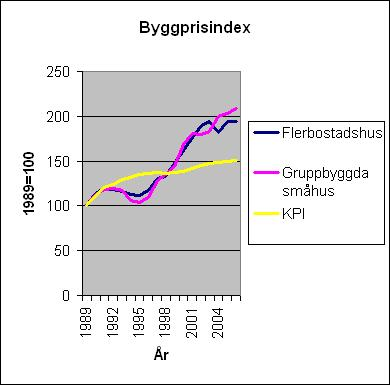
Byggprisindex från artikeln finanskrisen 2008–2009 i Sverige, SCB

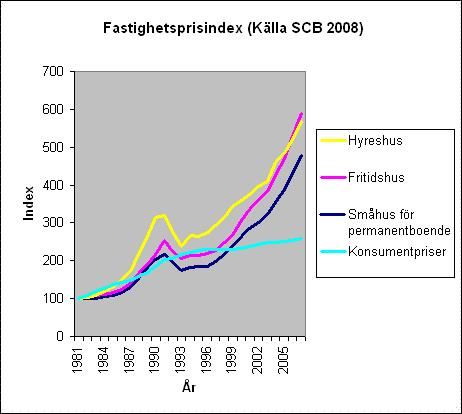
Fastighetsprisindex från artikeln finanskrisen 2008–2009 i Sverige, SCB

Många diskuterar hur representativ den "korg" av varor som ligger till grund för KPI är.
Till höger ses ett antal grafer på några olika prisnivåer jämfört med KPI-utvecklingen.
KPI ska mäta prisutvecklingen för hela den privata inhemska konsumtionen. Det finns dock vissa skillnader mellan vad som anges som konsumtion i nationalräkenskaperna och vad som ingår i KPI-korgen. De största skillnaderna handlar om hur boendekostnaderna mäts – inom nationalräkenskaperna används en slags s.k. hyresekvivalentansats medan KPI använder en slags plånboksnära kostnadskalkyl däribland räntekostnader ingår. Andra skillnader finns också till exempel inom omsorgsområdet, där vissa definitionsskillnader förekommer samt till exempel äldreomsorg som utgör en direkt undertäckning i KPI. Även vissa finansiella tjänster och till exempel mäklartjänster mäts inte i KPI idag. Värt att påpeka är också att inga illegala produkter ingår i prismätningarna såsom droger, prostitution och smuggelsprit/cigaretter, vilket egentligen vore idealt. Inte heller täcks prisutvecklingen på den ”svarta” till exempel inom bygg- och restaurangbranschen. Sammantaget bedömer SCB att KPI täcker cirka 95 procent av den privata konsumtionen. 
Eftersom KPI-utvecklingen visar prisutvecklingen för nära nog samtliga produkter (varor och tjänster) i samhället påverkas måttet av den totala kostnadsutvecklingen i samhället dvs. av företagens löne- och produktivitetsutveckling. Skillnaden mellan KPI och till exempel Big Mac-index beror på att prisutvecklingen för Big Mac:s kan härröras till dels en begränsad del av KPI-korgen dvs. kött, sallad, dressing mm. och dels en begränsad del av arbetsmarknaden dvs. löner och produktivitet på McDonalds. 
Räntekostnader i KPI beräknas som en produkt av två index, ett räntesatsindex och ett kapitalstocksindex dvs.:
Räntekostnadsindex = räntesatsindex * kapitalstocksindex Räntesatsindexet är ett index som mäter förändringen av de rena räntesatsförändringarna d.v.s. exempelvis när bolåneinstitut A höjer den rörliga räntan från 5 % till 5,25 %. De representanträntor som mäts är:
rörlig/tremånadersränta samt räntor med bindningstiderna: ett, två, tre, fem och åtta år. 
Kapitalstocksindex är ett index som mäter förändringen i fastighetspriser. Med fastighetspriser menas i detta sammanhang den komponent i KPI som beskriver förändringen av hushållens nedlagda kapital på småhus, räknat till anskaffningspris. Prisförändringar på hus påverkar KPI framförallt vid ägarbyten, då fastigheten säljs till ett annat pris än då den senast omsattes. Förändrade priser för nyproduktionen påverkar också.  
Ett pedagogiskt dilemma för Riksbanken är att de justerar reporäntan utefter utvecklingen i KPI samtidigt som bolåneräntor ingår som en del i inflationsberäkningarna, Riksbankens höjningar eller sänkningar får därmed en omedelbar effekt på KPI. D.v.s. sänker riksbanken räntan i syfte att stimulera ekonomin och höja inflationen blir den beräknade inflationen lägre, detta betyder dock inte att räntan behöver sänkas ytterligare mer utan Riksbanken har även andra inflationsmått som de följer där denna effekt inte tillåts påverka.
Det bör noteras att vissa varors priser, på grund av konkurrenskrafter, skatteeffekter, råvarutillgångar eller industrialiseringsprocesser inte behöver följa KPI.

## Vanliga alternativa inflationsmått
Med KPIF avses KPI med fast ränta dvs.  effekterna från ränteändringar på bolån tillåts inte påverka måttet utan hålls konstanta .  Däremot tillåts förändrade huspriser påverka måttet dvs. kapitalstocken konstanthålls inte. Med KPIX avses KPI där man rensat bort effekterna från hela räntekostnadsindex dvs. både räntesatsförändringar och huspriser samt de direkta effekterna av förändrade indirekta skatter och subventioner.
Enkelt förklarat. Om KPI bara avsåg bensin och priset var 10 SEK/l och regeringen höjde skatten med 2,5 SEK skulle KPI stiga 25 % medan förändringen i KPIX skulle bli 0 %. 
Det blir ännu tydligare om man ser på räntekostnaden för bostäder 2008—2009 där räntan gick ifrån 6 % till 2 % på 6 månader, tittar man bara på KPI kan man göra antagandet att priserna generellt sjunkit väldigt mycket fast det i praktiken endast är en "produkt" som har väldigt stor effekt som ändrats.
Anledningen till att man ofta ser främst KPIX är eftersom den bättre avser spegla marknaden än KPI som i större utsträckning kan påverkas av politiska beslut som t.ex. höjda skatter etc.